# Jan-Frederick Göhsl
Jan-Frederick Göhsl (* 28. Januar 1993 in Wiehl) ist ein deutscher Fußballspieler.

## Karriere
Nach den Jugendstationen in Wiehl, Leverkusen und Troisdorf wechselte Göhsl im Sommer 2009 zur U-17 der Alemannia. Von 2010 bis 2012 spielte er für die U-19 in der A-Jugend-Bundesliga (West). Er absolvierte 21 Spiele und schoss zwei Tore. Sein Debüt für die zweite Mannschaft der Alemannia gab er in der damaligen NRW-Liga. Die Partie am 2. Mai 2012 gegen Arminia Bielefeld II verlor Aachen mit 1:3.
In der Saison 2012/13 wechselte er vollständig in die zweite Mannschaft. Seinen ersten Treffer erzielte er am 14. Dezember 2012, er schoss Aachen in der Mittelrheinliga am 15. Spieltag gegen Spvg Wesseling-Urfeld mit 1:0 in Führung. Aachen gewann die Partie 3:1. Für die Profis kam er am 23. Februar 2013, dem 27. Spieltag der 3. Liga, zum Einsatz. Beim 3:0-Erfolg über die Stuttgarter Kickers wurde er zur 84. Minute für Mario Erb eingewechselt. Ab Sommer 2013 war er ein halbes Jahr vereinslos. Im Januar 2014 schloss er sich dem TSV Germania Windeck in der Mittelrheinliga an.